# Sonates per a clarinet (Brahms)
Les Sonates per a clarinet, op. 120 són un conjunt de dues sonates per a clarinet i piano compostes per Johannes Brahms. Les sonates foren escrites per Brahms per al clarinetista alemany Richard Mühlfeld. Es van estrenar el 7 de gener de 1895 al Tonkünstlerverein de Viena, amb Mühlfeld al clarinet i el mateix Johannes Brahms al piano.
Les dues sonates formen part d'una sèrie d'obres per a clarinet que Brahms va compondre durant els últims anys de la seua vida, com ara el Trio per a clarinet, violoncel i piano o el Quintet per a clarinet, degudes a l'amistat que el va unir amb Mühlfeld i al fet que «va descobrir» la bellesa del so i el color tonal del clarinet Serien un referent per a posteriors obres similars, ja que amb anterioritat a la seua aparició, el repertori existent era ben escàs.

## Estructura

### Sonata per a clarinet enfa menor, op. 120, n. 1
Aquesta sonata consta dels següents moviments:
1. Allegro appassionato
2. Andante un poco adagio
3. Allegretto grazioso
4. Vivace

### Sonata per a clarinet enmi bemoll major, op. 120, n. 2
Aquesta sonata consta de tres moviments:
1. Allegro amabile
2. Allegro appassionato
3. Andante con moto - allegro

## Recepció
Les dues sonates per a clarinet van tenir una bona acollida des del moment de la seua estrena. Aproximadament un any després de l'estrena pública oficial van ser interpretades novament per Mülhlfeld, els dies 10, 11 i 27 de gener de 1896 a Berlín, el 17 de febrer a Frankfurt i el 21 del mateix mes a Meiningen. Prèviament a l'estrena oficial pel gener del 1895, les obres ja havien estat interpretades en diverses actuacions privades, entre les quals destaca una festa a casa de Clara Schumann, vídua del compositor Robert Schumann, el 13 de novembre del 1894, i una altra audició oferta al duc Jordi II de Saxònia-Meiningen al seu castell Altestein el 19 de novembre.
Des de llavors, les sonates han passat a formar part del repertori, no gaire gran, de música de cambra per a clarinet solista. El mateix Brahms va realitzar adaptacions per a viola d'aquestes sonates.